# Globicephalinae
Globicephalinae Le Duc, 1997 è una sottofamiglia di cetacei appartenente alla famiglia Delphinidae.
Tutte le specie presentano un capo arrotondato; il globicefalo è la specie che ha le dimensioni più grandi (può arrivare a 7 m), mentre il grampo arriva solo a 4 m. 
La dieta di questi animali è composta da calamari e altri cefalopodi.

## Tassonomia
Va segnalato che non tutte le tassonomie riportano la presenza di questo taxon.

La sottofamiglia comprende quattro generi, per un totale di cinque specie:
- Feresa Gray, 1870
  - Feresa attenuata (Gray, 1874) (feresa)
- Globicephala Lesson, 1828
  - Globicephala macrorhynchus (Gray, 1846) (globicefalo di Gray)
  - Globicephala melas (Traill, 1809) (globicefalo comune)
- Grampus Gray, 1828
  - Grampus griseus (G. Cuvier, 1812) (grampo o delfino di Risso)
- Peponocephala Nishiwaka & Norris, 1966
  - Peponocephala electra (Gray, 1846) (peponocefalo)